# John Goodman
Jonathan Stephen Goodman, conhecido artisticamente como John Goodman (Saint Louis, 20 de junho de 1952), é um ator e dublador norte-americano, célebre por sua atuação como Dan Conner no seriado Roseanne, bem como suas colaborações com os irmãos Coen em Barton Fink, The Big Lebowski, Raising Arizona, O Brother, Where Art Thou? e Inside Llewyn Davis
Ele também é conhecido por ter interpretado Fred Flintstone na versão cinematográfica de Os Flintstones e pelas da vozes de Pacha em The Emperor's New Groove e Sully em Monsters, Inc., ambas animações da Disney.

## Vida pessoal
Goodman chegou a pesar 180 quilos em 2011. Deixou de beber álcool, adotou a dieta mediterrânea, incluindo na sua alimentação mais peixe, frutos secos, verduras e frutas. Começou a praticar exercício físico seis vezes por semana. Em 2016 já perdeu 50 quilos. E quer continuar.

## Carreira
| Ano  | Filme                                                             | Papel                           | Obs.                                                                           |
| ---- | ----------------------------------------------------------------- | ------------------------------- | ------------------------------------------------------------------------------ |
| 1977 | Jailbait Babysitter                                               |                                 |                                                                                |
| 1983 | Eddie Macon's Run                                                 | Herbert                         |                                                                                |
| 1983 | The Survivors                                                     | Commando                        | br: O Negócio É Sobreviver                                                     |
| 1984 | Revenge of the Nerds                                              | Técnico Harris                  |                                                                                |
| 1984 | C.H.U.D.                                                          | Policial na lanchonete          |                                                                                |
| 1984 | Maria’s Lovers                                                    | Frank                           |                                                                                |
| 1985 | Sweet Dreams                                                      | Otis                            |                                                                                |
| 1986 | True Stories                                                      | Louis Fyne                      |                                                                                |
| 1987 | The Big Easy                                                      | Detetive Andre DeSoto           |                                                                                |
| 1987 | Raising Arizona                                                   | Gale Snoats                     | br: Arizona Nunca Mais                                                         |
| 1987 | Burglar                                                           | Detetive Nyswander              |                                                                                |
| 1988 | The Wrong Guys                                                    | Duke Earle                      |                                                                                |
| 1988 | Punchline                                                         | John Krytsick                   |                                                                                |
| 1988 | Everybody's All-American                                          | Lawrence                        |                                                                                |
| 1989 | Sea of Love                                                       | Detetive Sherman                |                                                                                |
| 1989 | Always                                                            | Al Yackey                       |                                                                                |
| 1990 | Stella                                                            | Ed Munn                         |                                                                                |
| 1990 | Arachnophobia                                                     | Delbert McClintock              | Indicado - Saturn Award de melhor ator coadjuvante                             |
| 1991 | King Ralph                                                        | Ralph Hampton Gainesworth Jones |                                                                                |
| 1991 | Barton Fink                                                       | Charlie Meadows                 | Indicado - Globo de Ouro de melhor ator coadjuvante em longa-metragem          |
| 1992 | The Babe                                                          | George Herman 'Babe' Ruth       |                                                                                |
| 1992 | Frosty Returns                                                    | Frosty                          | Voz                                                                            |
| 1993 | Matinee                                                           | Lawrence Woolsey                |                                                                                |
| 1993 | Born Yesterday                                                    | Harry Brock                     |                                                                                |
| 1993 | We're Back! A Dinosaur's Story                                    | Rex                             | Voz                                                                            |
| 1994 | The Hudsucker Proxy                                               | Narrador do noticiário          | Creditado como Karl Mundt                                                      |
| 1994 | The Flintstones                                                   | Fred Flintstone                 |                                                                                |
| 1996 | Pie in the Sky                                                    | Alan Davenport                  |                                                                                |
| 1996 | Mother Night                                                      | Major Frank Wirtanen            |                                                                                |
| 1997 | The Borrowers                                                     | Ocious P. Potter                |                                                                                |
| 1998 | Fallen                                                            | Jonesy                          |                                                                                |
| 1998 | Blues Brothers 2000                                               | Mighty Mack McTeer              |                                                                                |
| 1998 | The Big Lebowski                                                  | Walter Sobchak                  | Indicado - Satellite Award de melhor ator coadjuvante em longa-metragem        |
| 1998 | Dirty Work                                                        | Prefeito Adrian Riggins         | Não-creditado                                                                  |
| 1998 | Rudolph the Red-Nosed Reindeer: The Movie                         | Papai Noel                      | Voz                                                                            |
| 1999 | The Runner                                                        | Deepthroat                      |                                                                                |
| 1999 | Bringing Out the Dead                                             | Larry                           |                                                                                |
| 1999 | The Jack Bull                                                     | Juiz Tolliver                   |                                                                                |
| 2000 | What Planet Are You From?                                         | Roland Jones                    |                                                                                |
| 2000 | O Brother, Where Art Thou?                                        | Daniel 'Big Dan' Teague         |                                                                                |
| 2000 | The Adventures of Rocky and Bullwinkle                            | Policial de Oklahoma            |                                                                                |
| 2000 | Coyote Ugly                                                       | Bill Sanford                    |                                                                                |
| 2000 | The Emperor's New Groove                                          | Pacha                           | Voz                                                                            |
| 2001 | My First Mister                                                   | Benjamin                        |                                                                                |
| 2001 | One Night at McCool's                                             | Detetive Dehling                |                                                                                |
| 2001 | Storytelling                                                      | Marty Livingston                | Segmento: "Non-Fiction"                                                        |
| 2001 | Monsters, Inc.                                                    | James P. 'Sulley' Sullivan      | Voz Prêmio World Soundtrack pela melhor canção original composta para um filme |
| 2002 | Mike's New Car                                                    | James P. 'Sulley' Sullivan      | Voz Curta-metragem                                                             |
| 2002 | Dirty Deeds                                                       | Tony                            |                                                                                |
| 2003 | Masked and Anonymous                                              | Tio Sweetheart                  |                                                                                |
| 2003 | The Jungle Book 2                                                 | Baloo                           | Voz Indicado - Kids' Choice Award de voz favorita em filme de animação         |
| 2004 | Home of Phobia                                                    | Rodney                          | Lançado com o nome de Freshman Orientation                                     |
| 2004 | Clifford's Really Big Movie                                       | George Wolfsbottom              | Voz                                                                            |
| 2004 | Beyond the Sea                                                    | Steve 'Boom Boom' Blauner       |                                                                                |
| 2005 | Marilyn Hotchkiss's Ballroom Dancing and Charm School             | Steve Mills                     |                                                                                |
| 2005 | The Emperor's New Groove 2: Kronk's New Groove                    | Pacha                           | Voz                                                                            |
| 2006 | Cars                                                              | Sullivan Truck                  | Voz                                                                            |
| 2007 | Drunkboat                                                         | Sr. Fletcher                    |                                                                                |
| 2007 | Death Sentence                                                    | Bones Darley                    |                                                                                |
| 2007 | Evan Almighty                                                     | Congressista Long               |                                                                                |
| 2007 | Bee Movie                                                         | Layton T. Montgomery            | Voz                                                                            |
| 2008 | Speed Racer                                                       | Pops Racer                      |                                                                                |
| 2008 | Speed Racer: Wonderful World of Racing - The Amazing Racer Family | Pops Racer                      | Curta-metragem                                                                 |
| 2009 | Gigantic                                                          | Al Lolly                        |                                                                                |
| 2009 | Spring Break '83                                                  | Dick Bender                     |                                                                                |
| 2009 | Confessions of a Shopaholic                                       | Graham Bloomwood                |                                                                                |
| 2009 | In the Electric Mist                                              | Julie 'Baby Feet' Balboni       |                                                                                |
| 2009 | Alabama Moon                                                      | Sr. Wellington                  |                                                                                |
| 2009 | Pope Joan                                                         | Papa Sérgio II                  |                                                                                |
| 2009 | Drunkboat                                                         | Mr. Fletcher                    |                                                                                |
| 2011 | The Artist                                                        | Al Zimmer                       | Filme mudo.                                                                    |
| 2011 | Red State                                                         | Joseph Kennan                   |                                                                                |
| 2011 | Spring Break '83                                                  | Dick Bender                     |                                                                                |
| 2011 | Extremely Loud and Incredibly Close                               | Stan, o Porteiro                |                                                                                |
| 2012 | Bunyan and Babe                                                   | Paul Bunyan                     | Voz                                                                            |
| 2012 | ParaNorman                                                        | Mr. Prendergast                 | Voz                                                                            |
| 2012 | The Campaign                                                      | Scott Talley                    |                                                                                |
| 2012 | Trouble with the Curve                                            | Pete Klein                      |                                                                                |
| 2012 | Argo                                                              | John Chambers                   |                                                                                |
| 2012 | Flight                                                            | Harling Mays                    |                                                                                |
| 2013 | The Hangover Part III                                             | Marshall                        |                                                                                |
| 2013 | Os Estagiários                                                    | Sammy Boscoe                    | Não creditado.                                                                 |
| 2013 | Monsters University                                               | James P. "Sulley" Sullivan      | Voz                                                                            |
| 2013 | Inside Llewyn Davis                                               | Roland Turner                   |                                                                                |
| 2014 | The Monuments Men                                                 | Capt. Walter Garfield           |                                                                                |
| 2014 | Transformers: Age of Extinction                                   | Hound                           | Voz                                                                            |
| 2015 | Trumbo                                                            | Frank King                      |                                                                                |
| 2015 | Love the Coopers                                                  | Sam Cooper                      |                                                                                |
| 2016 | Rua Cloverfield 10                                                | Howard Stambler                 |                                                                                |
| 2016 | Patriots Day                                                      | Ed Davis                        |                                                                                |
| 2016 | Ratchet & Clank                                                   | Grimroth                        | Voz                                                                            |
| 2017 | Kong: Skull Island                                                | William "Bill" Randa            |                                                                                |
| 2017 | Valérian et la Cité des mille planètes                            | Igon Siruss                     | Voz                                                                            |
| 2017 | Transformers: The Last Knight                                     | Hound                           | Voz                                                                            |
| 2017 | Atomic Blonde                                                     | Emmelt Kurzfeld                 |                                                                                |
| 2017 | Once Upon a Time in Venice                                        | Dave Phillips                   |                                                                                |
| 2019 | Captive State                                                     | William Mulligan                |                                                                                |
| 2019 | Easy Does It                                                      | 'Catfish' Crawford (voice)      |                                                                                |
| 2019 | Black Earth Rising                                                | Michael Ennis                   | Minissérie                                                                     |
| 2022 | Take Me to the River: New Orleans                                 | Narrador                        | Documentário                                                                   |
| 2025 | The Smurfs Movie                                                  |                                 | Voz                                                                            |

### Televisão
| Ano           | Título                                            | Papel                                        | Obs. |
| ------------- | ------------------------------------------------- | -------------------------------------------- | --- |
| 1983          | The Face of Rage                                  | Fred                                         | Filme para a televisão |
| 1983          | Chiefs                                            | Newt 'Tub' Murray                            | Minissérie |
| 1983          | Heart of Steel                                    | Raymond Bohupinsky                           | Filme para a TV |
| 1987          | Murder Ordained                                   | Hugh Rayburn                                 | Filme para a TV |
| 1987          | The Equalizer                                     | Harold Winter                                | Episódio: "Re-Entry" |
| 1987          | Moonlighting                                      | Donald Chase                                 | Episódio: "Come Back Little Shiksa" |
| 1988–1997     | Roseanne                                          | Dan Conner                                   | 221 episódios Globo de Ouro de melhor performance de ator em série de televisão - comédia/musical (1993) American Comedy Award de ator mais engraçado em série de televisão (papel principal, 1989, 1990) Indicado - Emmy Primetime de melhor ator em série de comédia (1989-1995) Indicado - Globo de Ouro de melhor ator em série de televisão - musical/comédia (1989-1991) Indicado - Prêmio do Screen Actors Guild por performance de destaque de ator em série de comédia (1994) |
| 1989–2001     | Saturday Night Live                               | ele próprio Linda Tripp Nathan Barnett       | 20 episódios |
| 1990          | Grand                                             | Red                                          | Episódio: "The Healing" |
| 1992          | Frosty Returns                                    | Frosty the Snowman                           | Voz Filme para a TV |
| 1993          | Grace Under Fire                                  | Oficial de polícia                           | Episódio: "Pilot" Não-creditado |
| 1993          | Mike & Spike                                      | Sargento (Sarge)                             | Episode: "Person To Animal" (Voz) |
| 1994          | All-Star 25th Birthday: Stars and Street Forever! | Telefonista                                  | Especial de TV |
| 1994          | Mike & Spike                                      | Sargento (Sarge)                             | Episódio "Person To Insect" (voz) |
| 1995          | Kingfish: A Story of Huey P. Long                 | Huey P. Long Jr.                             | Filme para a TV Indicado - Prêmio Emmy Primetime para ator de destaque em minissérie ou filme |
| 1995          | A Streetcar Named Desire                          | Harold 'Mitch' Mitchell                      | Filme para a TV Indicado - Prêmio Emmy Primetime para ator coadjuvante de destaque em minissérie ou filme |
| 1997–1998     | Soul Man                                          | Capitão Stan Hamel                           | Episódio: "The Lost Sheep Squadron" Episódio: "The Stan Plan" |
| 1999          | Saturday Night Live: Best of the Clinton Scandal  | Linda Tripp                                  | Especial para a TV |
| 1999          | The Jack Bull                                     | Juiz Tolliver                                | Filme para a TV |
| 1999          | The Simpsons                                      | Meathook                                     | Episódio: "Take My Wife, Sleaze" Voz |
| 1999          | Futurama                                          | Robot Santa Claus                            | Episódio: "Xmas Story" |
| 1999–2000     | Now and Again                                     | Michael Wiseman                              | Episódio: "Origins" Episódio: "Deep In My Heart Is a Song" |
| 2000          | Pigs Next Door                                    |                                              | Voz |
| 2000          | Normal, Ohio                                      | William 'Butch' Gamble/Rex Gamble            | 13 episódios |
| 2001          | Ed                                                | Big Rudy                                     | Episódio: "Loyalties" |
| 2001          | On the Edge                                       | The Dean                                     | Minissérie Segmento: "Happy Birthday" |
| 2003          | Freedom: A History of Us                          | William 'Big Bill' Haywood Benjamin Harrison | Episódio: "Working for Freedom Episódio: "Independence" |
| 2003–2004     | The West Wing                                     | Glen Allen Walken                            | 4 episódios, não-creditado (exceto no ep. 5x10) |
| 2004–2005     | Center of the Universe                            | John Barnett                                 | 15 episódios |
| 2004–2005     | Father of the Pride                               | Larry                                        | Voz 14 episódios |
| 2006          | Odd Job Jack                                      | Czar do Lixo                                 | Voz Episódio: "The Big Dump" |
| 2006          | Studio 60 on the Sunset Strip                     | Juiz Robert Bebe                             | Episódio: "Nevada Day (1)" Episódio: "Nevada Day (2)" Prêmio Emmy Primetime para ator convidado de destaque em série dramática |
| 2006          | The Year Without a Santa Claus                    | Papai Noel                                   | Filme para a TV |
| 2007          | King of the Hill                                  | Tommy                                        | Voz Episódio: "serPUNt" |
| 2007          | The Emperor's New School                          | Pacha                                        | Episódio: "The Emperor's New Tuber/Room for Improvement" Episódio: "Cool Summer/Prisoner of Kuzcoban" Voz |
| 2009          | You Don't Know Jack                               | Neal Nicol                                   | Filme para a TV Indicado - Prêmio Emmy Primetime para ator coadjuvante de destaque em minissérie ou filme |
| 2010          | Treme                                             | Creighton Bernette                           | Episódio: "Do You Know What It Means" Episódio: "Meet De Boys on the Battlefront" |
| 2011          | Damages                                           | Howard Erickson                              | 10 episódios |
| 2011-2012     | Community                                         | Vice Dean Robert Laybourne                   | 6 episódios |
| 2012,2019     | SpongeBob SquarePants                             | Pai Natal/ele mesmo                          | Voz; Episódio: "It's a SpongeBob Christmas!" Live-action; Episódio: "SpongeBob's Big Birthday Blowout" |
| 2013          | [Dancing on the Edge ]                            | Masterson                                    | 5 episódios |
| 2014          | Alpha House                                       | Gil Jonh Bings                               | 21 episódios |
| 2016-2018     | Saturday Live Night                               | Rex Tillerson                                | 3 episódios |
| 2018          | Black Earth Rising                                | Michael Enis                                 | 3 episódios |
| 2018-2025     | The Conners                                       | Dan Conner                                   | 71 episódios |
| 2019-presente | The Righteous Gemstones                           | Eli Gemstone                                 | 18 episódios |
| 2020          | Birds of a Different Game: The 80's Cardinals     | O narrador                                   | voz;documentário |
| 2020-presente | The Freak Brothers                                | Freddy "Fat Freddy"                          | Voz; 10 episódios |
| 2021-presente | Monsters At Work                                  | James P. "Sulley" Sullivan                   | Voz 9 episódios |

### Jogos eletrônicos
| Ano  | Titulo                           | Papel                            | Notas |
| ---- | -------------------------------- | -------------------------------- | ----- |
| 1996 | Pyst                             | King Mattruss                    | Voz   |
| 2002 | Monsters Inc. Scream Arena       | James P. "Sulley" Sullivan       | Voz   |
| 2007 | Cars Mater-National Championship | James P. "Sulley" Sullivan Truck | Voz   |
| 2009 | Cars Race-O-Rama                 | James P. "Sulley" Sullivan Truck | Voz   |
| 2011 | Rage                             | Dan Hagar                        | Voz   |